# 완쯔역
완쯔역(중국어: 湾子站)은 중국 베이징시 시청구 광안먼와이 가도의 광안먼 외대가·마롄다오 북로·마롄다오로 교차로에 위치한 베이징 지하철 7호선의 지하철역이다. 역 구조는 2013년 8월에 마무리되었고, 2014년 12월 28일 7호선 개통과 함께 운영에 들어갔다.

## 위치
이 역은 2환로 외곽, 마롄차오로(남북 방향)와 광안먼와이 가도(량광로, 동서 방향) , 롄화강 서쪽에 동서방향으로 배치되어 있다.

## 역 구조
완쯔역은 2면 2선의 상대식 승강장으로 설계된 단일 기둥 이중 경간 지하 2층 역사로, 오픈 컷 공법을 이용한 시공이 이루어졌다.
| 지면층             | 가도                                | A-D출입구                            |
| 지하 1층 대합실 층 | 대합실                              | 고객센터, 자동 발권기, 출입 게이트   |
| 지하 2층 승강장    | 상대식 승강장, 오른쪽 출입문이 열림 | 상대식 승강장, 오른쪽 출입문이 열림  |
| 지하 2층 승강장    | ←                                   | ■ 7호선 베이징 서 방면 (시·종착역)   |
| 지하 2층 승강장    | →                                   | ■ 7호선 유니버설리조트 방면 (다관잉) |
| 지하 2층 승강장    | 상대식 승강장, 오른쪽 출입문이 열림 |                                      |

### 로비 및 역 예술

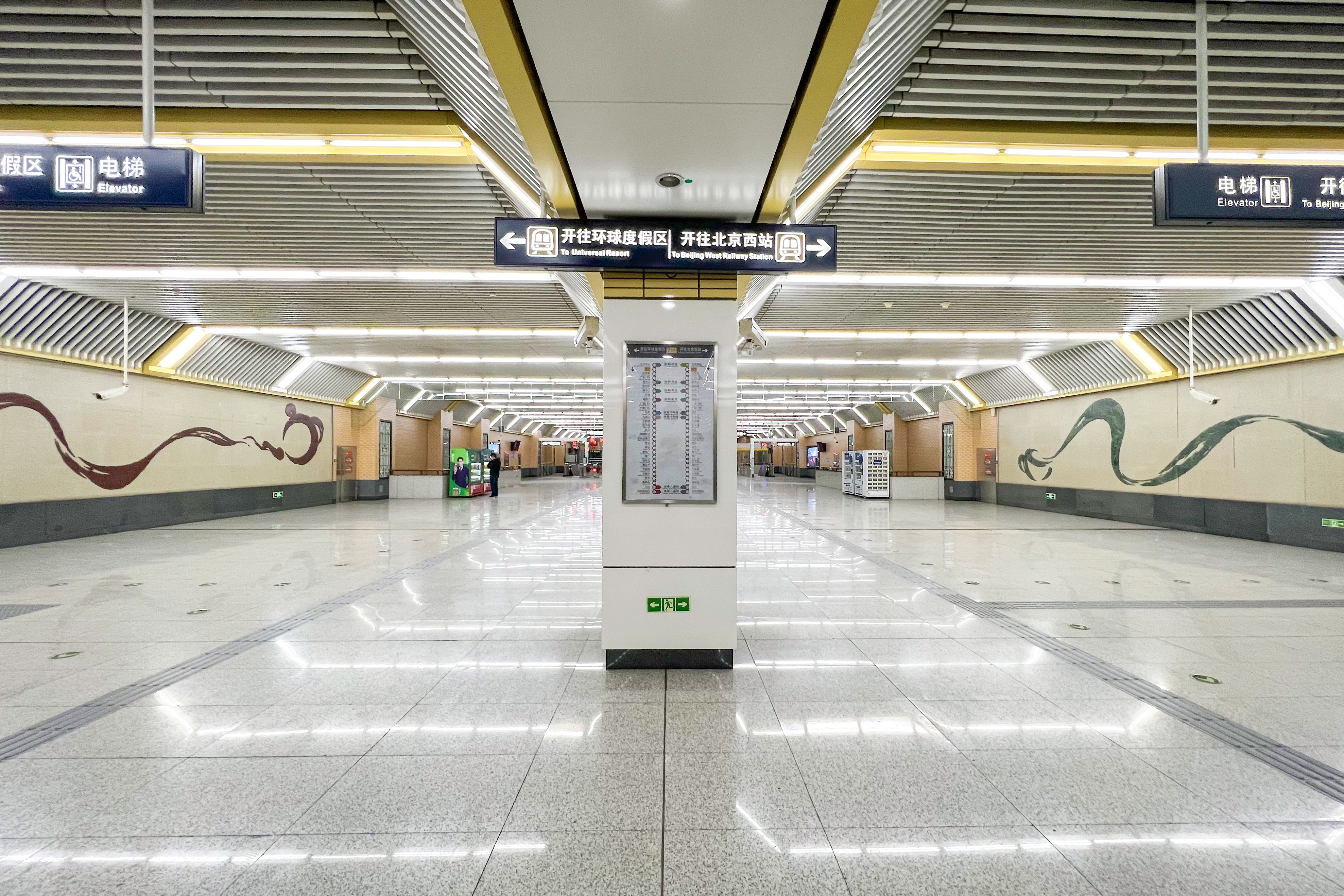
대합실 (2022년 2월 촬영)

완쯔역 로비는 역 지하 1층에 위치한다. 북쪽과 남쪽에는 "주 레밍"이 제작한 중국의 차 문화를 보여주는 차 향기《茶香》와 차 음《茶韵》의 벽화가 있다. 인근의 마롄다오 차 문화 거리를 그대로 재현한 것이다.

### 승강장

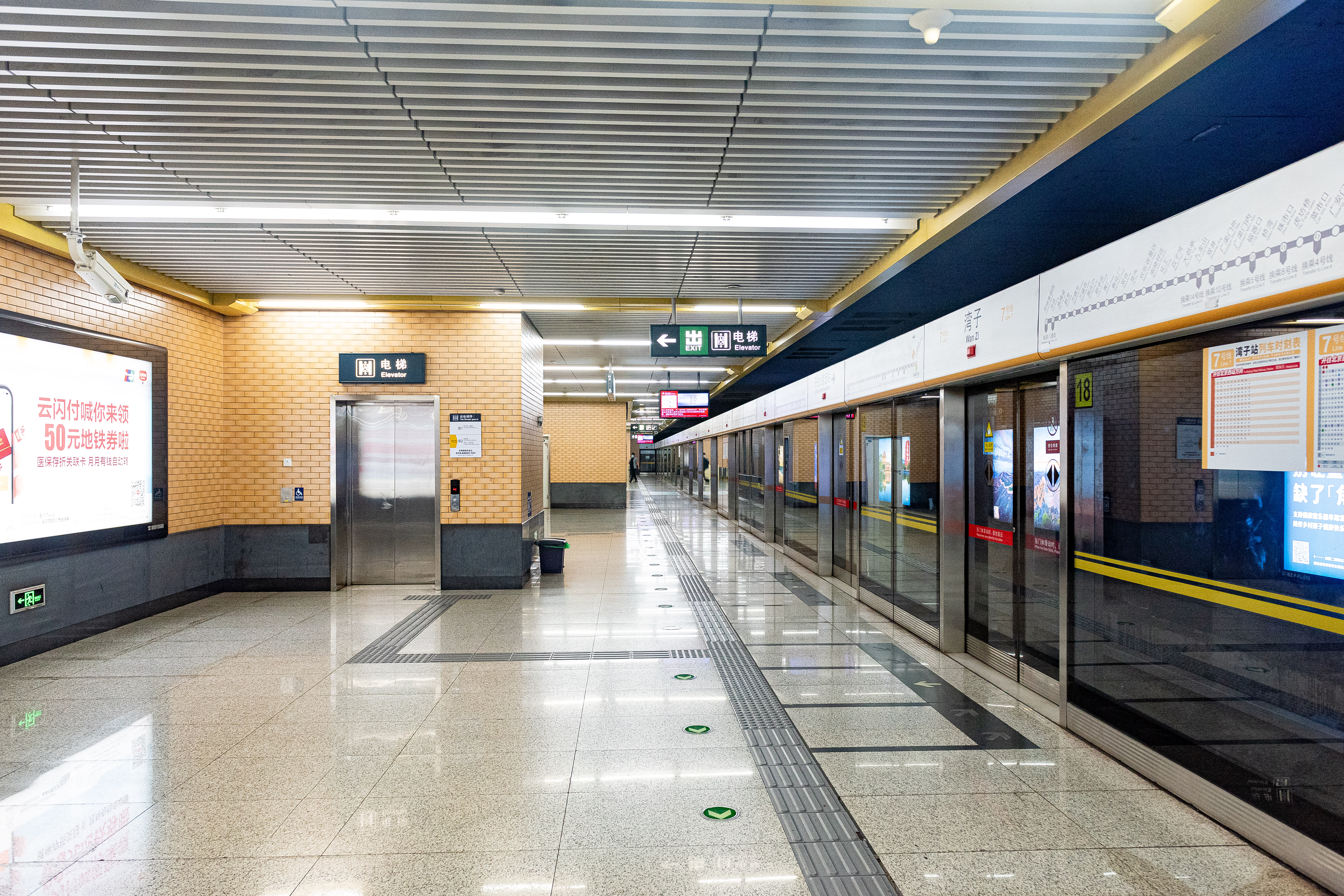
서쪽 승강장(2021년 9월 촬영)

완쯔역에는 2면 2선 형태의 상대식 승강장 구조로, 광안먼 외대가(广安门外大街) 아래에 위치한다. 이 역 승강장의 서쪽 끝에 건넘선이 존재한다.

## 출구
완쯔역에는 현재 A(북서쪽), C(남동쪽), D(남서쪽)의 출입구가 3개 있고, 입구 A와 C에 엘리베이터가 있다.
|                         |                             | |      |             |
| 출구                    | 지시                        | 출구 인근 | 사진 | 무장애 시설 |
| 出口 · A                | 마롄다오 북가(马连道北街)   | 마롄다오 북가(马连道北街), 광안로(广安路), 지 호텔 웨스트 레일웨이 스테이션 브랜치(全季酒店西客站店), 베이징 쉬안우 외국어 실험 학교(北京市宣武外国语实验学校), 진장 인 웨스트 레일웨이 스테이션(锦江之星西客站店) |      |             |
| 出口 · C                | 광안먼 외대가(广安门外大街) | 광안먼 외대가(广安门外大街), 마롄다오 북가(马连道北街), 훙롄난로(红莲路) |      |             |
| 出口 · D                | 마롄다오로(马连道路)        | 마롄다오로(马连道路), 마롄다오 남가(马连道南街), 뉴 차이나 쇼핑센터(新年华购物中心), 제3지구 상업 거리(第三区商业街)                                                                                               |      | 빈칸        |
| 아이콘 설명: 엘리베이터 |                             | |      |             |